# Coupe de Suisse de football 1939-1940
Navigation
Édition précédente Édition suivante
La Coupe de Suisse 1939-1940 est la quinzième édition de la Coupe de Suisse. Le Grasshopper Club Zurich remporte son septième titre en battant en finale le FC Granges .

## Compétition

### Quarts de finale
Les quarts de finale ont lieu le 25 février 1940.
| Équipe 1          | Résultat | Équipe 2                |
| ----------------- | -------- | ----------------------- |
| FC Granges        | 5 - 4    | FC La Chaux-de-Fonds    |
| FC Lugano         | 0 - 2    | Grasshopper Club Zurich |
| BSC Young Boys    | 5 - 2    | Young Fellows Zurich    |
| FC Nordstern Bâle | 1 - 3    | Lausanne-Sports         |

### Demi-finales
Les demi-finales ont lieu le 10 mars 1940.
| Équipe 1                | Résultat | Équipe 2       |
| ----------------------- | -------- | -------------- |
| Grasshopper Club Zurich | 2 - 0    | BSC Young Boys |
| Lausanne-Sports         | 0 - 3    | FC Granges     |

### Finale
| 25 mars 1940. | Grasshopper Club Zurich | 3 - 0   | FC Granges | Stade du Wankdorf, Berne |                      |
|               |                         | (1 - 0) |            | Spectateurs : 18 000     | Spectateurs : 18 000 |